# Mantisia
Mantisia es un género de plantas con flores perteneciente a la familia Zingiberaceae. Comprende cinco especies.

## Especies seleccionadas
- Mantisia radicalis
- Mantisia saltatoria
- Mantisia sphatulata
- Mantisia wardii
- Mantisia wengeri